# جانی جول
جانی جول (انگلیسی: Johnny Jewel؛ زادهٔ ۳۱ مهٔ ۱۹۷۴) موسیقی‌دان، آهنگساز و تهیه‌کننده موسیقی اهل ایالات متحده آمریکا است. وی از سال ۱۹۹۴ میلادی تاکنون مشغول فعالیت بوده‌است.
از فیلم‌ها یا مجموعه‌های تلویزیونی که وی برای آنها آهنگسازی نموده‌است، می‌توان به برانسون، رانندگی و توئین پیکس اشاره نمود.